# Indywidualne Mistrzostwa Norwegii na Żużlu 2011
Indywidualne Mistrzostwa Norwegii na Żużlu 2011 – cykl turniejów żużlowych, mających na celu wyłonienie najlepszych żużlowców w Norwegii w sezonie 2011. W turnieju finałowym zwyciężył Lars Daniel Gunnestad.

## Finał
- Drammen, 3 września 2011

| Msc. | Zawodnik              | Klub             | Pkt |             | Uwagi                                 |
| ---- | --------------------- | ---------------- | --- | ----------- | ------------------------------------- |
| 1    | Lars Daniel Gunnestad | NMK Drammen      | 15  | (3,3,3,3,3) | I m. w półfinale #1, I m. w finale    |
| 2    | Thomas Gunnestad      | NMK Drammen      | 12  | (3,3,3,0,3) | I m. w półfinale #2, II m. w finale   |
| 3    | Jan Mikke Bjerk       | Elgane MSK       | 11  | (2,2,2,2,3) | II m. w półfinale #2, III m. w finale |
| 4    | Bjorn G. Hansen       | NMK Drammen      | 12  | (3,2,2,3,2) | II m. w półfinale #1, IV m. w finale  |
| 5    | Rune Sola             | Riska SK         | 14  | (3,3,3,2,3) | III m. w półfinale #2                 |
| 6    | Remi Ueland           | Elgane MSK       | 8   | (2,1,d,3,2) | III m. w półfinale #1                 |
| 7    | Pierre Moen           | NMK Kristiansand | 9   | (2,3,1,2,1) | defekt w półfinale #1                 |
| 8    | Inge Bjerk            | Elgane MSK       | 8   | (1,1,3,1,2) | IV m. w półfinale #2                  |
| 9    | Robert Duncan         | Trondheim        | 7   | (2,2,1,1,1) |                                       |
| 10   | Roy Martinsen         | NMK Kristiansand | 6   | (1,0,2,3,0) |                                       |
| 11   | Tage Skretting        | Elgane MSK       | 5   | (1,1,1,0,2) |                                       |
| 12   | Geir Ove Salte        | Elgane MSK       | 4   | (0,1,0,2,1) |                                       |
| 13   | Tord Solberg          | NMK Kristiansand | 4   | (1,0,2,1,0) |                                       |
| 14   | Roy K. Haaland        | Elgane MSK       | 3   | (0,2,0,0,1) |                                       |
| 15   | Tarald Haaland        | Elgane MSK       | 2   | (0,0,1,1,0) |                                       |
| 16   | Remi Aas              | NMK Drammen      | 0   | (d,d,0,0,d) |                                       |

## Bieg po biegu
1. T.Gunnestad, Duncan, Martinsen, T.Haaland
2. Sola, Moen, Solberg, Aas (d)
3. L.D.Gunnestad, J.M.Bjerk, Skretting, R.K Haaland
4. Hansen, Ueland, I.Bjerk, Salte
5. Sola, J.M.Bjerk, Ueland, Martinsen
6. L.D.Gunnestad, Duncan, Salte, Aas (d)
7. T.Gunnestad, Hansen, Skretting, Solberg
8. Moen, R.K Haaland, I.Bjerk, T.Haaland
9. I.Bjerk, Martinsen, Skretting, Aas
10. Sola, Hansen, Duncan, R.K Haaland
11. T.Gunnestad, J.M.Bjerk, Moen, Salte
12. L.D.Gunnestad, Solberg, T.Haaland, Ueland (d)
13. Martinsen, Salte, Solberg, R.K Haaland
14. Ueland, Moen, Duncan, Skretting
15. L.D.Gunnestad, Sola, I.Bjerk, T.Gunnestad
16. Hansen, J.M.Bjerk, T.Haaland, Aas
17. L.D.Gunnestad, Hansen, Moen, Martinsen
18. J.M.Bjerk, I.Bjerk, Duncan, Solberg
19. T.Gunnestad, Ueland, R.K Haaland, Aas (d)
20. Sola, Skretting, Salte, T.Haaland
21. Półfinał #1: L.D.Gunnestad, Hansen, Ueland, Moen (d)
22. Półfinał #2: T.Gunnestad, J.M.Bjerk, Sola, I.Bjerk
23. Finał: L.D.Gunnestad, T.Gunnestad, J.M.Bjerk, Hansen